# Oxana Ravilova
Oxana Ravilova –en ruso, Оксана Равилова– (Mirny, URSS, 20 de mayo de 1967) es una deportista rusa que compitió en patinaje de velocidad sobre hielo.
Ganó dos medallas en el Campeonato Mundial de Patinaje de Velocidad sobre Hielo en Distancia Corta, plata en 1995 y bronce en 1993.

## Palmarés internacional
| Campeonato Mundial en Distancia Corta | Campeonato Mundial en Distancia Corta | Campeonato Mundial en Distancia Corta | Campeonato Mundial en Distancia Corta |
| Año                                   | Lugar                                 | Medalla                               | Prueba                                |
| ------------------------------------- | ------------------------------------- | ------------------------------------- | ------------------------------------- |
| 1993                                  | Ikaho (Japón)                         | Medalla de bronce                     | Clasificación general                 |
| 1995                                  | Milwaukee (Estados Unidos)            | Medalla de plata                      | Clasificación general                 |